# Katharine Isabelle
Katharine Isabelle (Vancouver, 2 de noviembre de 1981) es una actriz canadiense de cine y televisión.

## Carrera
Katharine inicia su carrera como actriz en 1989 en la película Cold Front, en el mismo año aparece también en las películas Cousins e Immediate Family. En 1992 actuó en Knight Moves junto a Christopher Lambert, Diane Lane y Tom Skerritt. Durante la década de los 90 apareció en varios films y en el año 2000 protagonizó la película Ginger Snaps junto a Emily Perkins, la película tuvo dos secuelas, Ginger Snaps 2: Los Malditos (2003) y Ginger Snaps Back: The Beginning (2004). 

## Filmografía

### Películas de cine
- It's a Wonderful Knife (2023) - Gale Prescott
- Night of the Animated Dead (2021) - Barbara (voz)
- The Green Sea (2021) - Simone
- Bad Times at the El Royale (2016) - Tía Ruth
- A.R.C.H.I.E. (2016) - Brooke
- Countdown (2016) - Julia Baker
- How to Plan an Orgy in a Small Town (2015) - Alice Solomon
- The Girl in the Photographs (2015) - Janet
- See No Evil 2 (2014) - Támara
- Primary (2014) - Andrea
- Torment (2013) - Sarah Morgan
- Lawrence & Holloman  (2013) - Zooey
- Cinemanovels (2013) - Charlotte
- The Spirit Game (2013) - Kate Fox
- Victims (2013) - Lindsay
- 13 Eerie (2013) - Megan
- Random Acts of Romance  (2012) - Bud
- The Movie Out Here (2012) - Danielle
- American Mary (2012) - Mary
- 30 Days of Night: Dark Days (2010) - Stacey
- Hard Ride to Hell (2010) - Kerry
- Frankie & Alice (2010) - Paige
- Rampage (2009) - Empleada del salón de belleza #2
- Favourite People List (2009) - Denise Moynahan
- Another Cinderella Story (2008) - Bree
- Everything's Gone Green (2006) - Heather
- Show Me (2004) - Jenna
- Ginger Snaps Back: The Beginning (2004) - Ginger
- The Last Casino (2004) - Elyse
- On the Corner (2003) - Stacey Lee
- Falling Angels (2003) - Lou Field
- Freddy contra Jason (2003) - Gibb
- Insomnia (2002) - Tanya Francke
- Turning Paige (2001) - Paige Fleming
- Bones (2001) - Tia
- Josie and the Pussycats (2001) - Chica que ríe
- A Shot in the Face (2001) - Erin
- Ginger Snaps (2000) - Ginger Fitzgerald
- Snow Day (2000) - Marla
- Spooky House (2000) - Mona
- Disturbing Behavior (1998) - Lindsay Clark
- Salt Water Moose (1996) - Josephine 'Jo' Parnell
- Knight Moves (1991) - Erica Sanderson
- The Last Winter (1990) - Winnie Jamison
- Immediate Family (1989) - Carrie, niña en la fiesta
- Cousins (1989) - Chloe Hardy
- Cold Front (1989) - Katie McKenzie

### Películas para televisión
- Undercover Angel (2017) - Robin Bladen
- Goodnight for Justice: Queen of Hearts (2012) - Lucy Truffaut
- Sins of the Mother (2010) - Ivy
- Beyond Sherwood Forest (2009) - Alina
- Killer Hair (2009) - Cherise Smithsonian
- Hostile Makeover (2009) (TV) - Cherise Smithsonian
- Robin Hood contra el dragón (2009) (TV) - Alina
- Killer Hair (2009) (TV) - Cherise
- Mail Order Bride (2008) (TV) - Jen
- Ogre (2008) (TV) - Jessica
- Engaged to Kill (2006) (TV) - Maddy Lord
- Eight Days to Live (2006) (TV) - Lucinda
- Rapid Fire (2005) (TV) - Amber
- Earthsea (2004) (TV) - Yarrow
- The Life (2004) (TV) - Amber Reilly
- The Last Casino (2004) (TV) - Elyse
- Carrie (2002) (TV) - Tina Blake
- The Secret Life of Zoey (2002) (TV) - Kayla
- Due East (2002) (TV) - Reba
- Married to a Stranger (1997) (TV) - Lacey Potter
- Titanic (TV) - Ophelia Jack
- Prisoner of Zenda, Inc. (1996) (TV) - Fiona
- Children of the Dust (1995) (TV) - Pequeña Rachel
- Yes Virginia, There Is a Santa Claus (1991) (TV) - Virginia O'Hanlon
- Burning Bridges (1990) (TV) - Emily Morgan
- Last Train Home (1990) (TV) - Sarah Bradshaw

### Series de televisión
- MacGyver - Violet (1 episodio: "The Madonna", 1989)
- Neon Rider - Maxine 'Max' Forrest (1 episodio: "Running Man", 1990)
- The Ray Bradbury Theater - Meg (1 episodio: "Zero Hour", 1992)
- Lonesome Dove: The Series - Francis Maitland (1 episodio: "Rebellion", 1995)
- Goosebumps - Kat Merton (1 episodio: "It Came from Beneath the Sink", 1996)
- Madison - Allysia Long (4 episodios, 1997)
- The X-Files (1998) - Lisa Baiocchi (1 episodio: "Schizogeny", 1998)
- The Net - Malika (1 episodio: "In Dreams", 1999)
- Da Vinci´s Inquest - Audrey / Madeline Marquetti (4 episodios: 1998-1999)
- First Wave - Denise / Elizabeth (2 episodios: 1998-1999)
- The Fearing Mind - Josie Hogan (1 episodio: "Good Harvest", 2000)
- The Immortal -. Taurez (1 episodio: "Wired", 2001)
- The Chris Isaak Show - Melissa (1 episodio: "Smackdown", 2001)
- Night Visions - Vicki (1 episodio: "Rest Stop", 2001)
- The Outer Limits - Tammy Sinclair (1 episodio: "Dark Child", 2002)
- Mentors - Anne Sullivan (1 episodio: "Breakthrough", 2002)
- John Doe - Shayne Pickford (1 episodio: "Blood Lines", 2002)
- Smallville - Sara Conroy (1 episodio: "Slumber", 2003)
- The Eleventh Hour - Petrel (1 episodio: "Stormy Peterel", 2004)
- Young Blades - Celeste La Rue (1 episodio: "To Heir Is Human", 2005)
- Stargate SG-1 - Valencia (1 episodio: "Camelot", 2006)
- Reunion - Courtney (1 episodio: 1998, 2006)
- Supernatural - Ava Wilson (2 episodios, 2007)
- Sanctuary - Sophie (1 episodio: Episode #1.6, 2007)
- Psych - Sigrid (1 episodio: Black and Tan: A Crime of Fashion, 2008)
- The Englishman´s Boy (2008) TV miniseries - Norma Carlyle
- Sanctuary - Sophie (1 episodio: "Nubbins", 2008)
- Heartland  - Mindy Fanshaw (1 episodio: "Starstruck!", 2009)
- The L Word - Marci Salvatore (1 episodio: "Leaving Los Angeles", 2009)
- The Assistants - Paulette Reubin (1 episodio: "The Bully", 2009)
- The Good Wife - Cindy Combs (1 episodio: "Pilot", 2009)
- Endgame - Danni (Temporada única, Todos los episodios, 2011)
- Being Human (US) - Susanna Waite (3ª temporada, 2013)
- Hannibal - Margot Verger (2ª temporada, 2014)
- Rosewood - Naomi (1 episodio, "Puffer Fish & Personal History", 2017)
- The Arrangment  - Hope (8 episodios, personaje recurrente)
- The Order - Vera Stone (2019-2020)